# I686
i686 é um nome não-oficial dado a um conjunto de instruções utilizado por vários microprocessadores baseados em ou compatíveis com a microarquitetura Intel P6.[carece de fontes?] Não se trata de uma designação oficial da Intel, sendo derivada do fato de que esse conjunto de instruções pertence à segunda geração após o Intel i486 (o último a usar oficialmente tal nomenclatura numérica).
Processadores i686
Intel
- Pentium Pro
- Pentium II
- Pentium III
- Celeron
- Pentium M
- Xeon
- Pentium D
- Core

AMD
- Athlon XP
- Duron
- Sempron
- Turion

VIA
- VIA C3 (Apenas o Nehemiah ou núcleos CoreFusion)
- VIA C7

Predecessores
- i386
- i486
- i586

Sucessores
- i786 Linha Core i7 da Intel e Phenom da AMD